# Karlkamp
Karlkamp är en bergstopp i Österrike.   Den ligger i distriktet Spittal an der Drau och förbundslandet Kärnten, i den centrala delen av landet, 300 km sydväst om huvudstaden Wien. Toppen på Karlkamp är 2 536 meter över havet.
Terrängen runt Karlkamp är huvudsakligen bergig, men åt nordväst är den kuperad. Närmaste större samhälle är Lienz, 17,3 km söder om Karlkamp. 
Trakten runt Karlkamp består i huvudsak av gräsmarker. Runt Karlkamp är det ganska glesbefolkat, med 29 invånare per kvadratkilometer.